# Emmanuel Katongole
Emmanuel Katongole (Malube, 27 novembre 1960) è un presbitero e teologo ugandese.

## Biografia
Katongole è entrato nel 1980 nel seminario cattolico di Katigondo, nella diocesi di Masaka. Nel 1986 ha conseguito la licenza in teologia a Kampala all'Università Makerere; nel 1987 è stato ordinato prete. Dopo avere insegnato per tre anni nel seminario di Katigondo, nel 1990 è stato mandato all'Università Cattolica di Lovanio per continuare i suoi studi, dove ha conseguito il master in filosofia nel 1993, il master in teologia nel 1995 e il Ph.D in filosofia nel 1996. Tornato in Uganda, ha insegnato nel seminario di Katigondo, all'Uganda Martyr’s University a Nkozi ed anche in Sudafrica al St'Augustine College a Johannesburg. Nel 2001 si è trasferito negli Stati Uniti d'America per insegnare teologia e cristianesimo globale alla Divinity School dell'Università Duke, dove nel 2003 è diventato professore associato. Nel 2013 si è trasferito al Kroc Institute for International Peace Studies dell'Università di Notre Dame come professore associato di teologia e scienze per la pace; nel 2018 è diventato professore ordinario nella stessa università.
Specialista di teologia politica, Katongole si è occupato dell’approccio cristiano ai problemi riguardanti la riconciliazione, la giustizia e la pace nell'Africa subsahariana ed è considerato un autorevole esponente della cosiddetta teologia della riconciliazione. Sugli argomenti dei suoi studi ha pubblicato diversi libri.

## Libri principali
- A future for Africa: Critical Issues in Christian Social Immagination, Wipf & Stock, 2005
- A Sacrifice of Africa: A political Theology for Africa, Eerdmans, 2011
- Born from lament: the theology and politics of hope in Africa, Eerdmans, 2017
- The Journey of Reconciliation: Groaning for a new creation in Africa, Orbis, 2017
- Reconciling all things: A Christian vision of Justice, Peace and Healing, IVP Books, 2018